# Pibanga costulata
Pibanga costulata är en skalbaggsart som först beskrevs av Belon 1896.  Pibanga costulata ingår i släktet Pibanga och familjen långhorningar. Inga underarter finns listade i Catalogue of Life.